# Okręg wyborczy województwo częstochowskie do Senatu Rzeczypospolitej Polskiej
Okręg wyborczy województwo częstochowskie do Senatu Rzeczypospolitej Polskiej obejmował w latach 1989–2001 obszar województwa częstochowskiego. Wybierano w nim 2 senatorów, przy czym w latach 1989–1991 obowiązywała zasada większości bezwzględnej, zaś w latach 1991–2001 większości względnej.
Powstał w 1989 wraz z przywróceniem instytucji Senatu. Zniesiony został w 2001, na jego obszarze utworzono nowe okręgi nr 10, 11, 20, 27, 28, 31 i 32.
Siedzibą okręgowej komisji wyborczej była Częstochowa.

## Reprezentanci okręgu
| Rok  | Senator komitet wyborczy                                     | Senator komitet wyborczy                                     | Senator komitet wyborczy                                     | Senator komitet wyborczy                                     |
| ---- | ------------------------------------------------------------ | ------------------------------------------------------------ | ------------------------------------------------------------ | ------------------------------------------------------------ |
| 1989 |                                                              | Andrzej Rozmarynowicz                                        |                                                              | Andrzej Machalski                                            |
| 1991 |                                                              | Mieczysław Wyględowski Sojusz Lewicy Demokratycznej          |                                                              | Zygmunt Węgrzyn Konfederacja Polski Niepodległej             |
| 1993 |                                                              | Mieczysław Wyględowski Sojusz Lewicy Demokratycznej          | Władysław Lipczak Polskie Stronnictwo Ludowe                 |                                                              |
| 1997 | Grzegorz Lipowski Sojusz Lewicy Demokratycznej               |                                                              | Tomasz Michałowski Akcja Wyborcza Solidarność                |                                                              |
| 2001 | okręg zniesiony, patrz okręgi nr 10, 11, 20, 27, 28, 31 i 32 | okręg zniesiony, patrz okręgi nr 10, 11, 20, 27, 28, 31 i 32 | okręg zniesiony, patrz okręgi nr 10, 11, 20, 27, 28, 31 i 32 | okręg zniesiony, patrz okręgi nr 10, 11, 20, 27, 28, 31 i 32 |

## Wyniki wyborów
Symbolem „●” oznaczono senatorów ubiegających się o reelekcję.

### Wybory parlamentarne 1989
| Kandydat                                                          | Głosów  | %     |
| ----------------------------------------------------------------- | ------- | ----- |
| Andrzej Rozmarynowicz                                             | 209 806 | 68,44 |
| Andrzej Machalski                                                 | 208 050 | 67,87 |
| Andrzej Bilik                                                     | 65 304  | 21,30 |
| Józef Wypych                                                      | 39 163  | 12,78 |
| Jerzy Gacek                                                       | 8996    | 2,93  |
| Mirosław Kula                                                     | 6130    | 2,00  |
| Stanisław Szczotkowski                                            | 5373    | 1,75  |
| Tomasz Janowski                                                   | 4836    | 1,58  |
| Kazimierz Siciak                                                  | 4428    | 1,44  |
| Tomasz Poros                                                      | 3754    | 1,22  |
| Tadeusz Głomb                                                     | 3285    | 1,07  |
| Kazimierz Kijas                                                   | 3175    | 1,04  |
| Liczba głosów ważnych: 306 541 Źródło: Państwowa Komisja Wyborcza |         |       |

### Wybory parlamentarne 1991
| Kandydat                                              | Kandydat               | Komitet wyborczy                                     | Głosów |
| ----------------------------------------------------- | ---------------------- | ---------------------------------------------------- | ------ |
|                                                       | Mieczysław Wyględowski | Sojusz Lewicy Demokratycznej                         | 46 065 |
|                                                       | Zygmunt Węgrzyn        | Konfederacja Polski Niepodległej                     | 45 490 |
|                                                       | Jerzy Zając            | Unia Demokratyczna                                   | 44 370 |
|                                                       | Rafał Betcher          | Niezależny Samorządny Związek Zawodowy „Solidarność” | 35 031 |
|                                                       | Irena Dobrzańska       | Wyborcza Akcja Katolicka                             | 33 940 |
|                                                       | Janusz Cykowski        | Polskie Stronnictwo Ludowe Sojusz Programowy         | 33 788 |
|                                                       | Bogdan Skalmierski     | Unia Demokratyczna                                   | 33 719 |
|                                                       | Janusz Konieczko       | Niezależny Samorządny Związek Zawodowy „Solidarność” | 33 097 |
|                                                       | Stanisław Kozubek      | Porozumienie Ludowe                                  | 32 184 |
|                                                       | Czesław Tylicki        | Wyborcza Akcja Katolicka                             | 27 899 |
|                                                       | Janusz Szopa           | Kongres Liberalno-Demokratyczny                      | 25 910 |
|                                                       | Andrzej Golański       | Porozumienie Obywatelskie Centrum                    | 25 200 |
|                                                       | Jacek Szczurek         | Porozumienie Obywatelskie Centrum                    | 22 318 |
| Frekwencja: 44,21% Źródło: Państwowa Komisja Wyborcza |                        |                                                      |        |

### Wybory parlamentarne 1993
| Kandydat                                              | Kandydat                | Komitet wyborczy                                     | Głosów |
| ----------------------------------------------------- | ----------------------- | ---------------------------------------------------- | ------ |
|                                                       | Mieczysław Wyględowski● | Sojusz Lewicy Demokratycznej                         | 93 658 |
|                                                       | Władysław Lipczak       | Polskie Stronnictwo Ludowe                           | 75 010 |
|                                                       | Jerzy Tobiański         | Konfederacja Polski Niepodległej                     | 61 201 |
|                                                       | Wiesław Zarychta        | Niezależny Samorządny Związek Zawodowy „Solidarność” | 57 191 |
|                                                       | Janusz Szopa            | Unia Demokratyczna                                   | 47 556 |
|                                                       | Czesław Tylicki         | Bezpartyjny Blok Wspierania Reform                   | 37 349 |
|                                                       | Zbigniew Markowicz      | Unia Polityki Realnej                                | 35 569 |
|                                                       | Tadeusz Szyma           | Katolicki Komitet Wyborczy „Ojczyzna”                | 33 931 |
|                                                       | Janusz Jasiona          | KW Janusza Jasiony                                   | 20 920 |
|                                                       | Stanisław Pawłowski     | „Zjednoczenie Polskie”                               | 19 722 |
|                                                       | Marian Kołodziejczyk    | Niezależny KW „Normalność”                           | 16 713 |
|                                                       | Jarosław Kapsa          | Partia Konserwatywna                                 | 10 231 |
| Frekwencja: 52,67% Źródło: Państwowa Komisja Wyborcza |                         |                                                      |        |

### Wybory parlamentarne 1997
| Kandydat                                              | Kandydat                | Komitet wyborczy                    | Głosów  |
| ----------------------------------------------------- | ----------------------- | ----------------------------------- | ------- |
|                                                       | Tomasz Michałowski      | Akcja Wyborcza Solidarność          | 101 011 |
|                                                       | Grzegorz Lipowski       | Sojusz Lewicy Demokratycznej        | 77 991  |
|                                                       | Mieczysław Wyględowski● | Sojusz Lewicy Demokratycznej        | 77 869  |
|                                                       | Kazimierz Pankiewicz    | Ruch Odbudowy Polski                | 72 434  |
|                                                       | Barbara Czekaj          | KW Barbary Czekaj                   | 33 649  |
|                                                       | Marian Marchewka        | Krajowa Partia Emerytów i Rencistów | 33 152  |
|                                                       | Władysław Lipczak●      | Polskie Stronnictwo Ludowe          | 30 858  |
|                                                       | Janusz Szopa            | KW Janusza Antoniego Szopy          | 28 656  |
| Frekwencja: 44,98% Źródło: Państwowa Komisja Wyborcza |                         |                                     |         |